# Agent Armstrong
Agent Armstrong est un jeu vidéo d'action et plates-formes, publié sur console PlayStation et sur Microsoft Windows, développé par King of the Jungle, et édité par Virgin Interactive. Il s'agit d'un jeu de tir en scrolling horizontal dans la même veine que Contra et Metal Slug.

## Système de jeu
Envoyé en l'an 1930, le joueur, incarnant l'agent Armstrong, doit lutter sur les quatre continents et dans les eaux profondes afin d'empêcher le Syndicate de contrôler le monde. Le jeu comprend 30 niveaux, et des boss tous les cinq niveaux. Les niveaux sont principalement joués en défilement horizontal.

## Accueil
Agent Armstrong est accueilli d'une manière mitigée par la presse spécialisée. Jeuxvideo.com attribue une note 14 sur 20 sur la version PlayStation expliquant qu'il est « plutôt joli, bien fini avec une direction artistique irréprochable qui vieillit très bien. »
Computer and Video Games lui attribue une note de 1 sur 10, expliquant que le gameplay « est plein de difficulté jugeant de la profondeur du personnage, et l'incapacité de courir et de tirer en même temps. »